# Großsteingräber bei Meseberg
Die Großsteingräber bei Meseberg waren drei mögliche megalithische jungsteinzeitliche Grabanlagen bei Meseberg, einem Ortsteil der Einheitsgemeinde Niedere Börde im Landkreis Börde, Sachsen-Anhalt. Alle wurden wohl spätestens im 19. Jahrhundert zerstört. Beschreibungen zu den Anlagen liegen nicht vor, ihre mögliche Existenz ist nur durch die Bezeichnungen „Das Steinerz“, „vor den Steinen“ und „die Steinwiesen“ auf einem historischen Messtischblatt belegt.